# Prospero Marefoschi
Prospero Marefoschi, né le 29 septembre 1653 à Macerata en Marches, et mort le 24 février 1732 à Rome, est un cardinal italien des XVIIe et XVIIIe siècles. Il est l'oncle du cardinal Mario Marefoschi Compagnoni.

## Biographie
Prospero Marefoschi travaille au sein de la Curie romaine, notamment auprès du Tribunal suprême de la Signature apostolique. Il est élu archevêque titulaire de Cyrène (de) en 1711 et puis de Césarée-en-Palestine en 1721.
Le pape Benoît XIII le crée cardinal lors du consistoire du 20 décembre 1724. Marefoschi participe au conclave de 1730, lors duquel Clément XII est élu pape.

### Sources
- Fiche du cardinal Prospero Marefoschi sur le site fiu.edu